# Журавлёва, Евгения Александровна (врач)
Евге́ния Алекса́ндровна Журавлёва (11 сентября 1924, город Ржев Тверской области — ?) — советская деятельница здравоохранения, заместитель главного врача по медицинской части Детского санатория имени Боброва города Алупки Крымской области. Депутат Верховного Совета СССР 8-10-го созывов.

## Биография
Родилась в семье рабочего.
В начале Великой Отечественной войны была эвакуирована в деревню Троицкого Троицкого района Чкаловского (Оренбургской) области, где окончила десять классов средней школы. Работала в Троицком районном отделе народного образования Чкаловского области.
В 1943 году переехала в город Ташкент, где поступила в медицинский институт. В 1943—1949 годах — студентка Ташкентского медицинского института. В 1949 году была направлена на работу в Крымской области.
В 1950—1952 годах — врач-фтизиатр (врач-ординатор) санатория «Горная здравница» Крымской области. В 1952—1955 годах — врач-фтизиатр санатория имени Дзержинского Крымской области.
В 1955—1962 годах — врач-рентгенолог, в 1962—1964 годах — заведующий отделением детского костно-туберкулезного Детского санатория имени профессора Боброва города Алупки Крымской области.
С 1964 года — заместитель главного врача по медицинской части детского костно-туберкулезного санатория имени профессора Боброва города Алупки Крымской области.
Потом — на пенсии в городе Симферополе АР Крым.

## Публикации
- Журавлева Е. А. Здесь возвращают радость [Текст] : Очерк об Алупкин. дет. санатории им. А.А. Боброва / Е.А. Журавлева, А.А. Кауров. - Симферополь : Таврия, 1977. - 64 с.
- Журавлева Е. А. Здоровья тебе, человек! / Е. А. Журавлева. - Симферополь : Таврия, 1981. - 79 с.; 21 см. - (Грани нашей жизни).

## Награды
- орден Ленина
- медаль «За доблестный труд. В ознаменование 100-летия со дня рождения Владимира Ильича Ленина»
- медали
- знак «Отличник здравоохранения СССР»